# Chyrzyno (przystanek kolejowy)
Chyrzyno – nieistniejący już przystanek osobowy i posterunek odgałęźny w Kostrzynie nad Odrą w powiecie słubickim, w województwie lubuskim, w Polsce. Został zbudowany w 1875 roku przez BSFE. W 1992 roku nastąpiło jego zamknięcie, a w 2008 roku jego likwidacja.